# جوزپ پینتات-سولانس
جوزپ پینتات-سولانس (انگلیسی: Josep Pintat-Solans; زاده ۲۱ ژانویهٔ ۱۹۲۵ – درگذشته ۲۰ اکتبر ۲۰۰۷) سیاستمدار اهل آندورا بود. وی از ۲۱ مه ۱۹۸۴ تا ۱۲ ژانویه ۱۹۹۰ نخست‌وزیر آندورا بود.
جوزپ پینتات-سولانس در ۲۰ اکتبر ۲۰۰۷، بعد از یک دوره طولانی بیماری در سن ۸۲ سالگی درگذشت.